# Сампса Пеллервойнен
Сампса Пеллервойнен (фин. Sampsa Pellervoinen) — персонаж карело-финской мифологии. Сампса упоминается во второй руне «Калевалы» как низкорослый мальчик с корзинкой в руках, который помогал Вяйнямёйнену засеять леса. В оригинальной версии руны он засеивал землю маленькими кусочками сампо, но в «Калевале» Элиас Леннрот изменил перенёс посев на ранний период, когда сампо ещё не была выкована. В 16 руне «Калевалы» Сампса Пеллервойнен является обладателем золотого топора, при помощи которого он помогает Вяйнямёйнену делать лодку из дуба. 
Карельский фольклор сохранил более ранние упоминания о Пеллервойнене, где образ Сампсы непосредственно связан с древними обрядами плодородия. Исследователями выдвигаются различные версии происхождения персонажа. В частности, Х. Киркинен связывает мифы о нём с влиянием православного предания о святом Сампсоне Странноприимце.